# Mirococcus inermis
Mirococcus inermis är en insektsart som först beskrevs av Hall 1925.  Mirococcus inermis ingår i släktet Mirococcus och familjen ullsköldlöss. Inga underarter finns listade i Catalogue of Life.